# Eupithecia bicurvicera
Eupithecia bicurvicera là một loài bướm đêm trong họ Geometridae.